# IATA-Flughafencode
Der IATA-Flughafencode (engl. IATA airport code oder manchmal auch IATA (Airport) Three Letter Code, (AP)3LC) ist ein von der International Air Transport Association (IATA) entwickelter Code zur eindeutigen Kennzeichnung von Flugplätzen. Er besteht aus einer Kombination von jeweils drei alphabetischen Zeichen. Beispielsweise steht MUC für den Flughafen München, AGB für den Verkehrslandeplatz Augsburg oder VIE für den Flughafen Wien-Schwechat.
Parallel dazu werden – ebenfalls weltweit – die ICAO-Flugplatzcodes verwendet, die aus vier Buchstaben bestehen. Für Flughäfen in den Vereinigten Staaten vergibt die US-amerikanische Federal Aviation Administration (FAA) ebenfalls Drei-Buchstaben-Codes. Diese FAA-Codes sind meist identisch mit dem IATA-Code, weichen jedoch auch in mehreren Fällen ab. Die Abweichungen entsprechen mehrheitlich den letzten drei Buchstaben des ICAO-Codes.
Neben den Drei-Buchstaben-Codes für Flugplätze gibt es auch IATA-Codes für Flugzeugtypen (drei alphanumerische Zeichen) und Fluggesellschaften (zwei alphanumerische Zeichen).

## Verwendung
Oberstes Ziel der IATA ist die Vereinheitlichung aller Abfertigungsschritte, die bei der Beförderung von Passagieren und Fracht in Betracht kommen. Ein Beispiel für die Anwendung der Flughafencodes ist die Kennzeichnung des Gepäcks, das beim Check-in jeweils mit dem Code des Zielflughafens versehen wird.
Bei Städten mit mehreren Flughäfen werden logische Gruppierungen, sogenannte Metropolitan Areas mit einem eigenen Flughafencode gebildet.
- Metropolitan Area Berlin (BER): Schönefeld (SXF) und Berlin-Brandenburg (BER), früher auch der Flughafen Tempelhof (THF) und der Flughafen Tegel (TXL)
- Metropolitan Area New York City (NYC): John F. Kennedy International Airport (JFK), Newark (EWR) und LaGuardia (LGA)
- Metropolitan Area London (LON): Heathrow (LHR), Gatwick (LGW), London-City (LCY), Stansted (STN), Luton (LTN) und Southend (SEN)
- Metropolitan Area München (MUC): Flughafen München (MUC), Augsburg (AGB) und Oberpfaffenhofen (OBF)

Diese Zusammenfassung von mehreren Flughäfen in einer Stadt wird unter anderem bei der Flugbuchung benutzt, wenn zwar die Stadt vorgegeben werden soll, der exakte Flughafen aber zweitrangig ist.
Umgekehrt kann ein Flughafen mehrere IATA-Flughafencodes, nie aber zwei ICAO-Codes besitzen. Der Flughafen Basel-Mülhausen (EuroAirport) besitzt sogar drei Kennzeichnungen: neben Freiburg/EAP (Deutschland) gelten auch Basel/BSL (Schweiz) und Mülhausen/MLH (Frankreich); so können Flüge von und nach dort in allen drei Staaten als jeweilige Inlandsflüge behandelt werden. Der militärische Teil des Flughafens Frankfurt (FRA) besaß den Code FRF.
Einigen anderen wichtigen Verkehrsknotenpunkten, wie Bahnhöfen oder Schiffsfährhäfen, werden ebenfalls IATA-Flughafencodes zugewiesen (ZLP für Zürich Hauptbahnhof oder ZDH für den Bahnhof Basel SBB).

## Aufbau
Oft ist dieser Code konventionell und leicht erkennbar (zum Beispiel FRA = Flughafen Frankfurt), auch wenn die Kürzel überwiegend aus der englischen Schreibweise abgeleitet sind (zum Beispiel CGN = Cologne = Köln).
Einige Codes gehen auf frühere Städtenamen zurück. Beispiele sind LED für den Flughafen Pulkowo nahe Sankt Petersburg (früher „Leningrad“) und MAA für den Flughafen Chennai (früher „Madras“).
Bei großen Städten mit mehreren Flughäfen wird ggfs. der Eigenname als Pate für den IATA-Code herangezogen (z. B. Paris-Charles de Gaulle = CDG, New York-John F. Kennedy = JFK). Das Kürzel EYW für Key West erklärt sich über den ICAO-Code: Das führende K für Kontinental-Amerika ergibt den eingängigen ICAO-Code KEYW, woraus dann wieder der IATA-Code abgeleitet wurde.
Die kanadischen Großflughäfen werden alle mit einem „Y“ an erster Stelle gekennzeichnet und einige Bahnhöfe beginnen mit einem Q. So heißt zum Beispiel der Hauptbahnhof der Stadt Saarbrücken „QFZ“. Noch häufiger als Q (24-mal) beginnen die Codes von Bahnhöfen mit Z (44) und X (52) (Stand 22. Mai 2022).

## Geschichte
In den 1930er-Jahren begannen Piloten in den USA, Flughäfen mit den 2-Buchstaben-Kürzeln des National Weather Service zu benennen. In den 1940ern begann die Anzahl der Flughäfen die Ausdrucksmöglichkeiten (26 × 26 = 676) zu übersteigen. Die Fluggesellschaften begannen daher ein Codeformat mit 3 Buchstaben. Bisherige 2er-Codes wurden mitunter hinten mit einem X ergänzt. (LA für Los Angeles wurde zu LAX.) Die IATA legte in den 1960ern die 3-stelligen Codes fest. Mit ihnen sind maximal 26 × 26 × 26 = 17.576 Objekte bezeichenbar. Tatsächlich verwaltet IATA etwa 11.000 3er-Codes für Locations. Darunter 8.965 Flughäfen, 816 Bahnhöfe, 235 Busterminals, 151 Heliports und 64 Fährterminals (Stand 2021).
Ein IATA-Code kann von einem Flughafen auf einen anderen übertragen werden. Als im Jahr 2018 der neue Flughafen Istanbul (ICAO-Code LTFM) eröffnete, war der alte Flughafen Istanbul-Atatürk (ICAO-Code LTBA) noch in Betrieb, weshalb dem neuen Flughafen der neue IATA-Code ISL zugeteilt wurde. Mit der vollständigen Verlegung des Passagierverkehrs zum neuen Standort wurden die Codes getauscht, so dass der für Istanbul geläufigere IATA-Code IST vom für die Zivilluftfahrt wichtigeren Flugplatz verwendet wird.
Tatsächlich existieren heute etwa 40.000 Flughäfen und -plätze weltweit, und nicht alle davon verfügen über einen IATA- oder ICAO-Code. Die amerikanische FAA vergibt für derartige Flugplätze innerhalb ihres Verwaltungsgebietes eigene FAA-location idicator codes, welche aus drei bis fünf Zeichen (Zahlen und Buchstaben) bestehen. Dabei erfolgt keine Absprache mit den anderen Organisationen, wodurch es zu Dopplungen kommen kann: Die FAA vergab den Code NRN an dem Ortsflugplatz Norton Municipal, Kansas, der ICAO-Code wurde davon abgeleitet zu KNRN. Die IATA hingegen vergab den Code NRN an den Flughafen Niederrhein/Weeze (ICAO-Code EDLV).